# Thomas Harper Goodspeed
Thomas Harper Goodspeed (Springfield, 17 de maio de 1887 — Calistoga, 17 de maio de 1966) foi um botânico e citologista, especialista na genética das espécies do género Nicotiana. Foi curador do Jardim Botânico da Universidade da Califórnia (University of California Botanical Garden) no período de 1926 a 1934 e seu primeiro director no período de 1934 a 1957. Sob a sua direcção, e com a colaboração do arquitecto-paisagista John William Gregg, o Jardim foi transferido do centro do campus para a sua actual localização em Strawberry Canyon, nas colinas sobranceiras a Berkeley.

## Biografia
Nasceu em Springfield, Massachusetts, filho de George S. Goodspeed e de Florence Duffy (Mills) Goodspeed. O seu pai foi Professor de Teologia Comparada e de História Antiga na Universidade de Chicago (University of Chicago), o que permitiu ao jovem Goodspeed vivência numa atmosfera académica desde a infância.
Na sua formação pré-graduada passou um ano no Collège Galliard, em Lausana, na Suíça, matriculando-se de seguida na Brown University, onde recebeu o grau de bacharel em artes (A.B.) no ano de 1909.
Naquele mesmo ano de 1909 foi nomeado assistente de Botânica na Universidade da Califórnia, em Berkeley, instituição da qual recebeu o grau de doutor (Ph.D.) em 1912, sendo nesse mesmo ano promovido a instrutor. Em 1916 foi promovido a professor auxiliar, a professor associado em 1920 e a catedrático em 1928.
Foi curador do Jardim Botânico da Universidade da Califórnia no período de 1926 a 1934 e seu primeiro director entre 1934 e 1957, ano em que se aposentou depois de uma carreira de 48 anos na Universidade da Califórnia.
Na sua carreira académica realizou períodos de investigação na Stockholms högskola de Estocolmo (1922-1923) e na Kaiser Wilhelm Gesellschaft (IKW für Biologie) de Berlim-Dahlem em 1930-1931.
Como director do Jardim Botânico da Universidade da Califórnia, Goodspeed liderou diversas expedições de exploração botânica às regiões andinas da Colômbia, Peru, Chile e Argentina e ao Uruguai. Durante essas expedições constituiu uma importante colecção de plantas do género Nicotiana (que inclui o tabaco), que foi instalada no Jardim Botânico para investigação posterior, completando a colecção que ali havia sido instalada por W. A. Setchell. Dos seus estudos sobre a genética daquele género resultou um melhor entendimento das origens e diversidade das espécies de tabaco.
A colecção foi depois utilizada para reintroduzir nas espécies cultivadas genes que conferem às espécies selvagens resistência a fitopatógenos.
Durante a Primeira Guerra Mundial, Goodspeed, em colaboração com Harvey Monroe Hall, um botânico especialista em borracha e colega em Berkeley, trabalhou no plano de pesquisa de plantas com importância militar estratégica conduzido pelo governo dos Estados Unidos da América, tentando localizar plantas nativas do Oeste norte-americano capazes de constituírem uma fonte alternativa de borracha.
Ao longo da sua carreira desenvolveu uma relação muito estreita com as instituições e cientistas latino-americanos com interesse na área da botânica, tendo sido convidado para colaborar na manutenção de programas colaborativos com esses países durante a Segunda Guerra Mundial. Esteve algum tempo no Chile, colaborando na projecto e na instalação do Jardim Botânico Chileno.
A espécie australiana de tabaco denominada Nicotiana goodspeedii H.-M. Wheeler foi assim designada em sua honra.
Como professor convidado e conferencista, Goodspeed leccionou em diversas universidades e a partir de 1940 passou a ser membro honorário do corpo docente de três universidades da América do Sul. Em 1943 recebeu do governo argentino um doutoramento honoris causa pela Universidade Nacional de La Plata (Universidad Nacional de La Plata, UNLP). Em 1940, foi também homenageado pela sua alma mater, a Brown University, e em 1957 pela Universidade Nacional de Cusco (Universidad Nacional San Antonio Abad del Cusco), Peru.